# Žehušice
Žehušice (německy Schuschitz) jsou městys v okrese Kutná Hora ve Středočeském kraji. Leží osm kilometrů východně od města Kutná Hora. Žije v ní 901 obyvatel. Protéká tudy řeka Doubrava. Severně od Žehušic se do řeky Doubravy vlévá říčka Brslenka.

## Historie
První písemná zmínka o Žehušicích pochází z roku 1352, kdy ji vlastnil Vítek ze Žehušic. On a jeho synové byli patrony prvního kostela, oni či jejich potomci postavili tvrz, která se připomíná k roku 1544 v majetku zemanů Žehušických z Nestajova. Václavovi Žehušickému byla tvrz za účast ve stavovském povstání roku 1547 zkonfiskována. Dále panství vlastnili páni z Donína a po nich Valdštejnové. Po smrti Ladislava z Valdštejna († 1645) získali obec Thun-Hohensteinové, kteří po roce 1661 zbudovali severně od tvrze zámek s francouzským parkem, proměněným v 19. století v anglický park a rozšířeným o oboru. V roce 1742 proběhla v blízkosti vesnice prusko-rakouská bitva u Chotusic. Roku 1913 Thun-Hohensteinové zámek prodali.
V městysi Žehušice (814 obyvatel, poštovní úřad, telegrafní úřad, telefonní úřad, četnická stanice, chudobinec) byly v roce 1932 evidovány tyto živnosti a obchody: lékař, bednář, cukrář, 2 holiči, 3 hostince, instalace, kolář, 2 kominíci, kovář, 3 krejčí, malíř, mlýn, 3 obuvníci, obchod s ovocem a zeleninou, pekař, 4 pojišťovací jednatelství, pokrývač, porodní asistentka, provazník, 2 řezníci, 2 sedláři, 3 obchody se smíšeným zbožím, spořitelní a záložní spolek pro Žehušice, 2 strojírny, trafika, 2 truhláři, velkostatek, zahradník, zámečník, zednický mistr, zubní ateliér.

## Současnost
Od 10. října 2006 byl obci vrácen status městyse.

## Přírodní poměry
Západně od vesnice se nachází drobné návrší Žehušická skalka a ještě dále na západ za ní leží přírodní památka Skalka u Žehušic. Rozsáhlé území na východním okraji vesnice zaujímá přírodní památka Žehušická obora, ve které se chová stádo bílých jelenů.

## Obyvatelstvo
| Rok            | 1869  | 1880  | 1890  | 1900  | 1910  | 1921  | 1930 | 1950 | 1961 | 1970 | 1980 | 1991 | 2001 | 2011 | 2021 |
| -------------- | ----- | ----- | ----- | ----- | ----- | ----- | ---- | ---- | ---- | ---- | ---- | ---- | ---- | ---- | ---- |
| Počet obyvatel | 1 332 | 1 243 | 1 252 | 1 174 | 1 066 | 1 061 | 953  | 765  | 767  | 698  | 609  | 582  | 578  | 669  | 838  |
| Počet domů     | 169   | 156   | 162   | 159   | 178   | 183   | 194  | 193  | 188  | 180  | 168  | 197  | 210  | 247  | 308  |

## Správa městyse

### Územněsprávní začlenění
Dějiny územněsprávního začleňování zahrnují období od roku 1850 do současnosti. V chronologickém přehledu je uvedena územně administrativní příslušnost obce v roce, kdy ke změně došlo:
- 1850 země česká, kraj Pardubice, politický okres Kutná Hora, soudní okres Čáslav[9]
- 1855 země česká, kraj Čáslav, soudní okres Čáslav
- 1868 země česká, politický i soudní okres Čáslav
- 1939 země česká, Oberlandrat Kolín, politický i soudní okres Čáslav[10]
- 1942 země česká, Oberlandrat Praha, politický i soudní okres Čáslav[11]
- 1945 země česká, správní i soudní okres Čáslav[12]
- 1949 Pardubický kraj, okres Čáslav[13]
- 1960 Středočeský kraj, okres Kutná Hora
- 2003 Středočeský kraj, obec s rozšířenou působností Čáslav

### Části městyse
- Bojmany
- Žehušice

V letech 1964–1990 k městysi patřily i Horušice.

## Doprava
Dopravní síť
- Pozemní komunikace – Obcí prochází silnice II/338 silnice I/2 – Žehušice – Čáslav – Zbýšov.
- Železnice – Železniční trať ani stanice na území obce nejsou.

Veřejná doprava 2011
- Autobusová doprava – Z obce vedly v pracovních dnech autobusové spoje např. do těchto cílů: Chvaletice, Kutná Hora, Semtěš, Vrdy (dopravce Veolia Transport Východní Čechy). O víkendu byla obec bez dopravní obsluhy.

## Pamětihodnosti

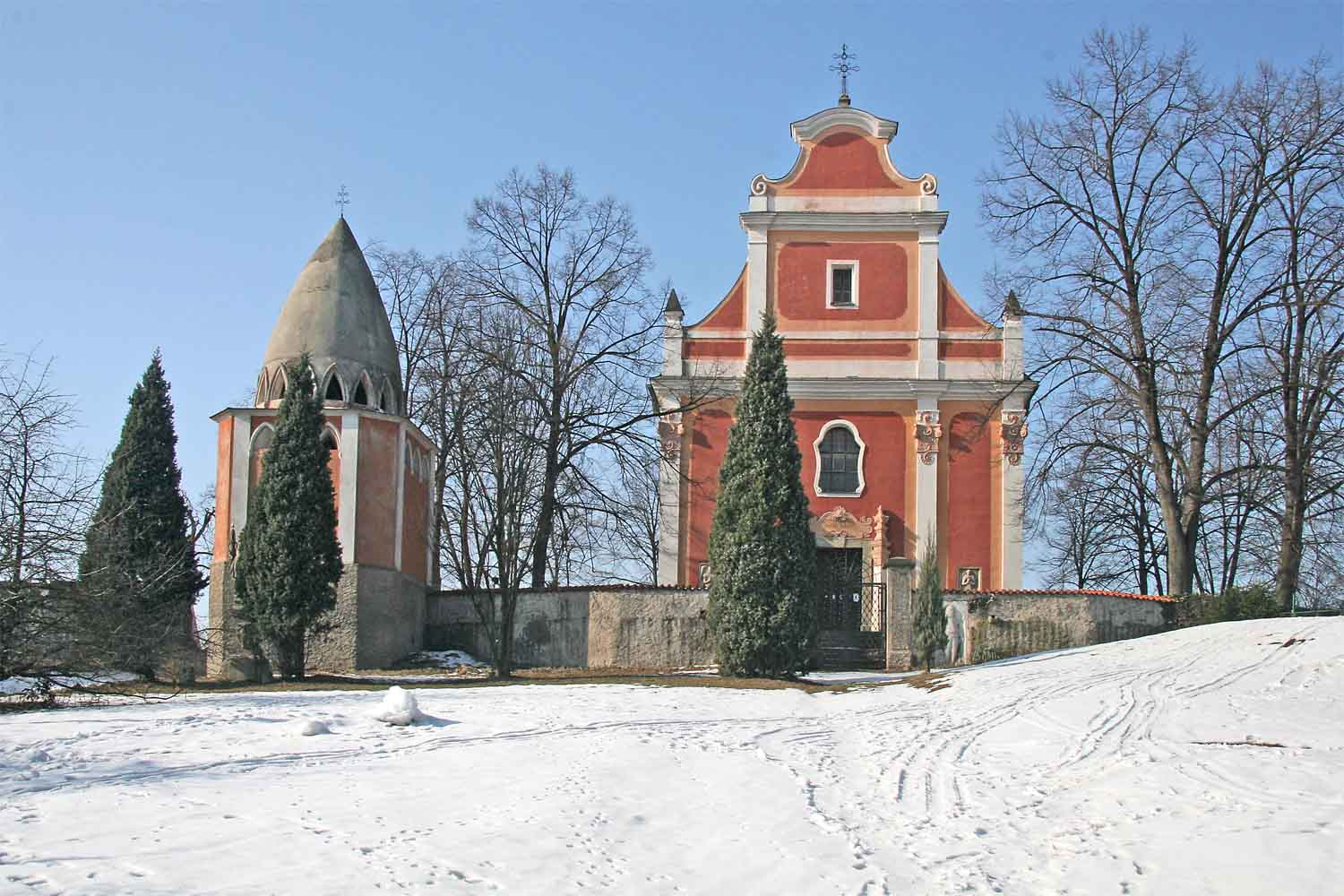
Barokní kostel svatého Marka

- Žehušický zámek s hospodářskými budovami a parkem - raně barokní stavbu navrhl pro Michaela Osvalda z Thun-Hohensteinu pravděpodobně architekt Francesco Caratti. Velké stavební úpravy v empírovém stylu provedl do roku 1826 Josef Matyáš Thun-Hohenstein.
- Žehušická tvrz s gotickou vstupní branou a dalšími architektonické prvky (přestavěna na dům čp. 18)
- Barokní kostel svatého Marka z roku 1760 s márnicí v maurském slohu
- Socha svatého Jana Nepomuckého z roku 1830 na mostě přes Doubravku
- Kaple svatého Jiří
- Kaple svatého Mikuláše

## Rodáci
- František Vydra (též Franciscus Wydra S. D., 1662–1740), misionář v Peru
- Jan Václav Stich (1746–1803), virtuos na lesní roh pod jménem Giovanni Punto

## Další fotografie

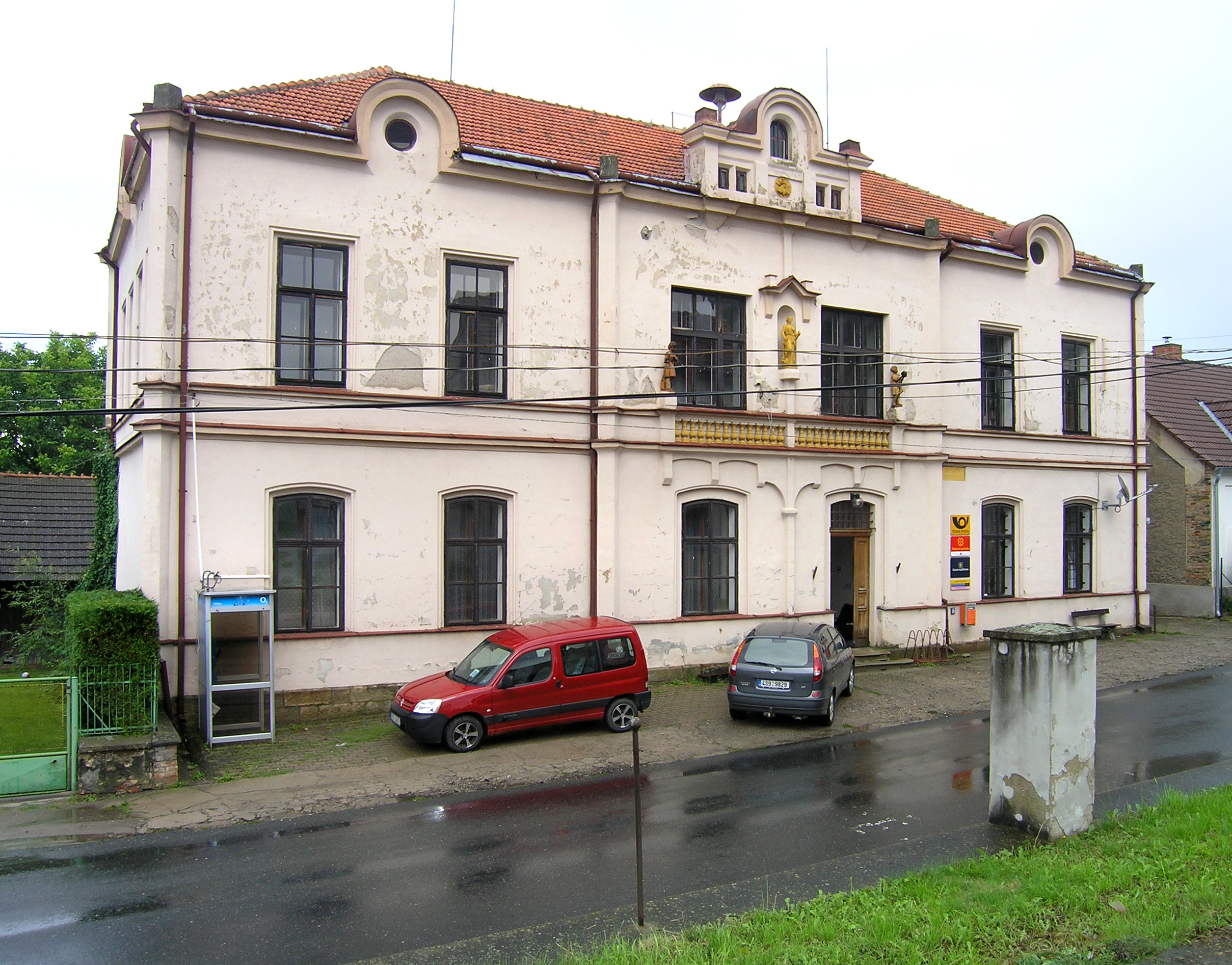
Pošta
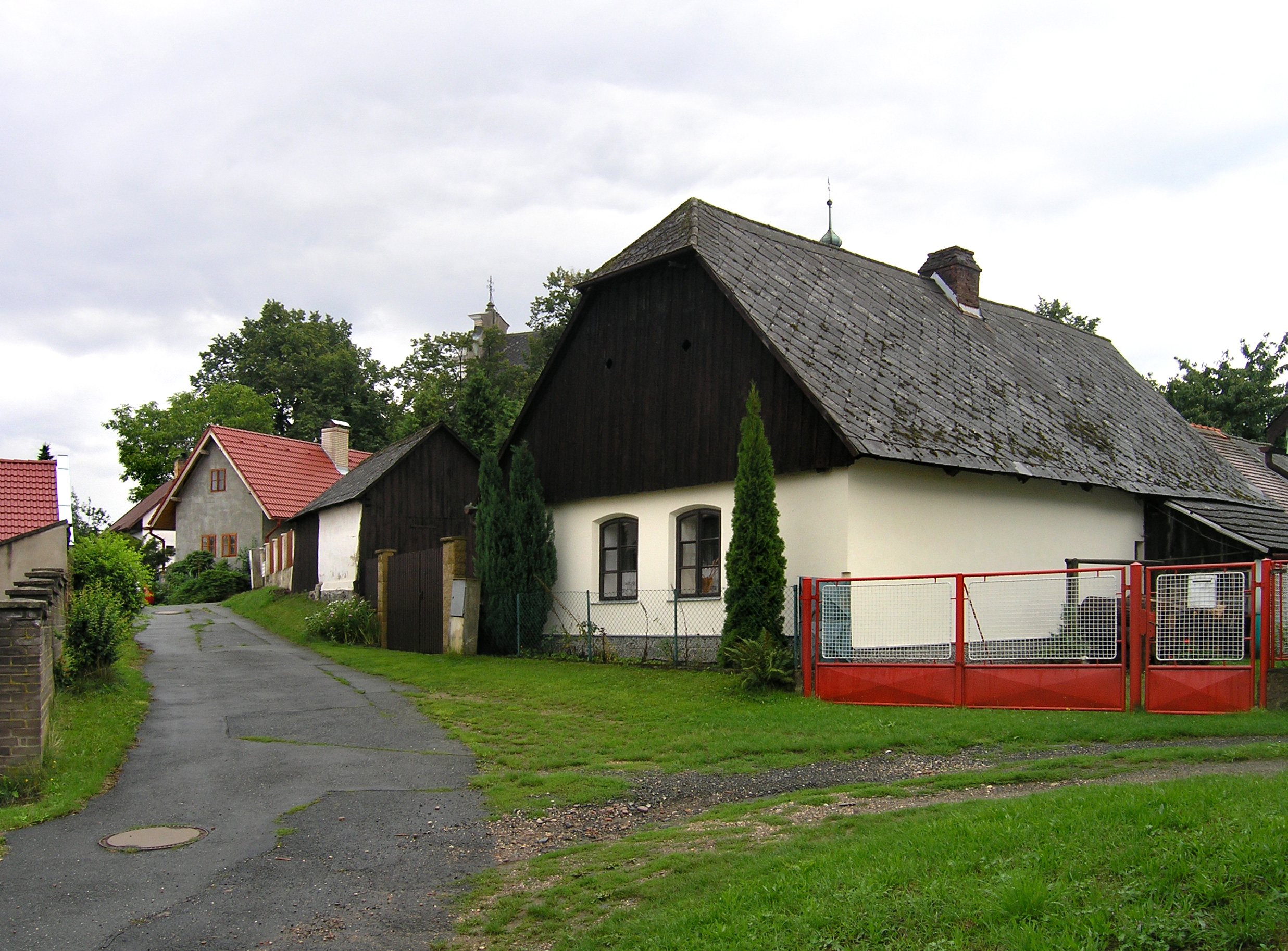
Domky ve středu městečka
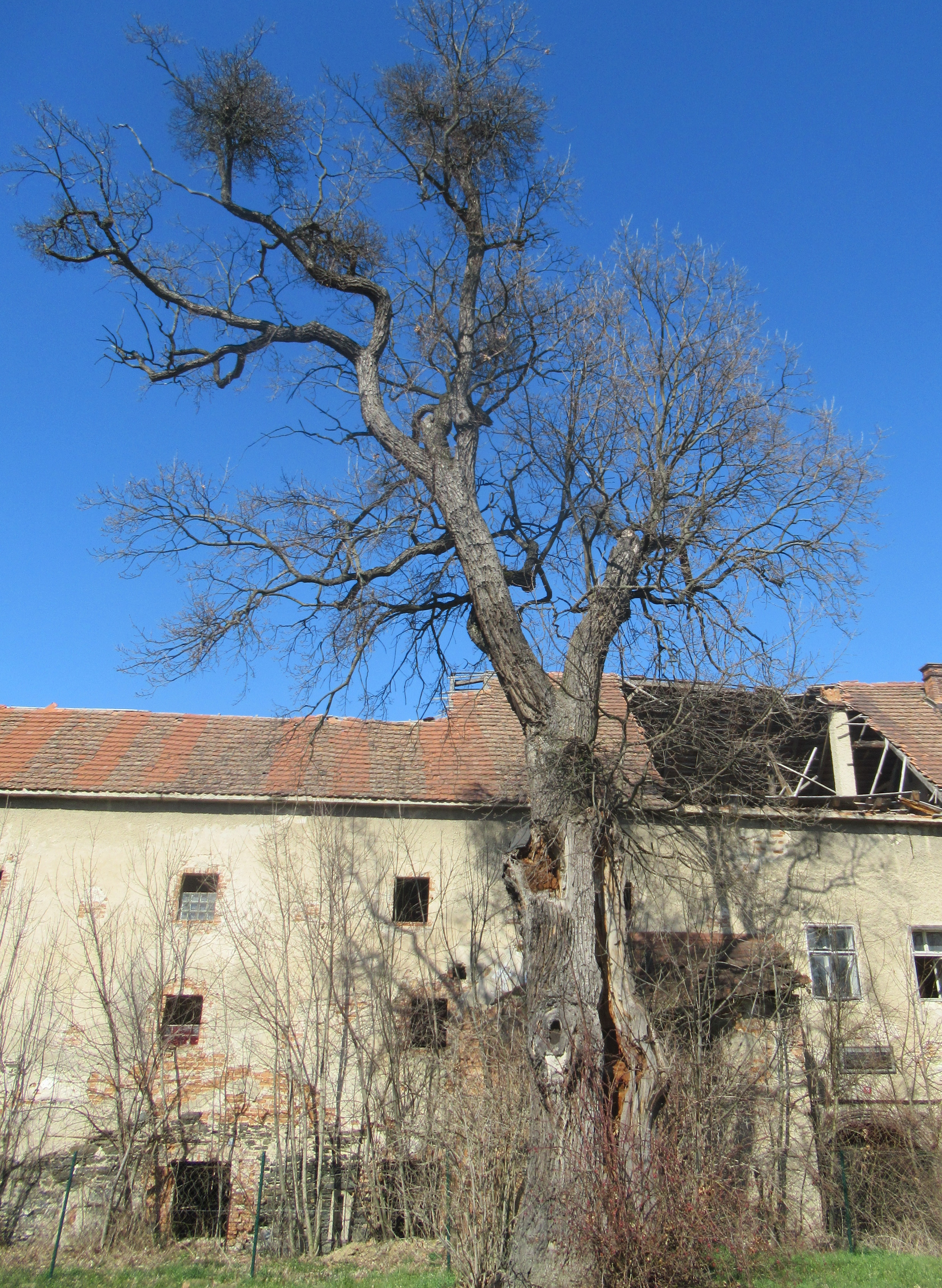
Památný strom Lípa v Žehušicích
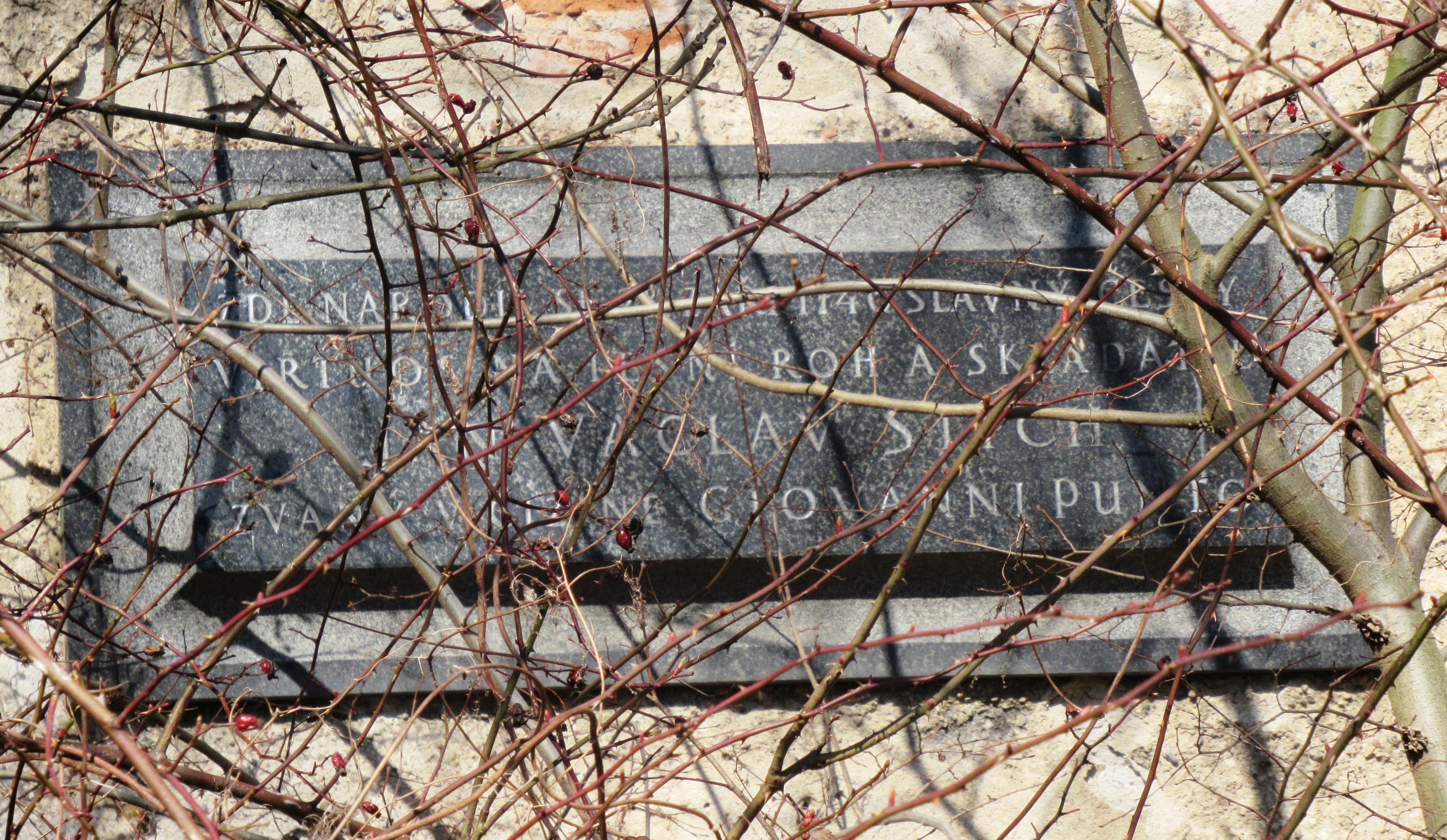
Pamětní deska na rodném domě J. V. Sticha